# ورد أسود (مسلسل)
ورد أسود مسلسل تلفزيوني سوري جزائري درامي.

## القصة
المسلسل عبارة عن حكاية اجتماعية بين السوريين والجزائريين، متناولا فلسفة الحب والانتقام.

## طاقم العمل
- سلوم حداد
- صباح الجزائري
- وائل شرف
- ديمة قندلفت
- جابر جوخدار
- فادي صبيح
- ترف التقي

## وصلات خارجية
- صفحة مسلسل ورد أسود على موقع السينما.كوم